# Verderel-lès-Sauqueuse
Verderel-lès-Sauqueuse là một xã thuộc tỉnh Oise trong vùng Hauts-de-France phía bắc nước Pháp. Xã này nằm ở khu vực có độ cao trung bình 137 mét trên mực nước biển.